# Катумба, Мисси
Мисси Катумб (англ. Missi Kathumba, род. 29 сентября 1984, Блантайр) — малавийский шоссейный велогонщик.

## Карьера
В 2008 году в рамках Африканского тура UCI стартовал на Pick n Pay Амашовашова Классик. В 2009 и 2010 году выступил на чемпионате Африки.
Весной 2010 года принял участие в Играх Содружества которые проходили в Нью-Дели (Индия). Сначала он был вынужден сойти с дистанции во время групповой гонки, как и многие велогонщики из «малых стран». Три дня спустя он финишировал индивидуальной гонке, показав 56-й результат, отстав от победителя Дэвида Миллара более чем на 21 минуты.
В 2010 и 2013 году дважды становился чемпионом Малави в групповой гонке.
В 2014 году участвовал в Играх Содружества 2014 в Глазго (Шотландия). На них сначала занял 54-е место в индивидуальной гонке, уступив более 17 минут её победителю британцу Алексу Даусетту. А затем в групповой гонке, проходившей под проливным дождём он как и большинство участников, сошёл с дистанции. Из 139 стартовавших финишировать сумели только 12 человек.

## Достижения
2010
 Чемпионат Малави — групповая гонка
2013
 Чемпионат Малави — групповая гонка